# Clean Again
Clean Again is een nummer van de Nederlandse band Racoon uit 2008. Het is de tweede single van hun vierde studioalbum Before You Leave.
Het nummer gaat over een meisje van lichte zeden. "Clean Again" bereikte in Nederland de eerste positie in de Tipparade.